# Той, що занепав
«Той, що занепав» або «Занепалий» (англ. Fallen) — американський трилер 1998 року. Незважаючи на низькі касові збори, «Занепалі» стали культовим фільмом і вважаються одним з найбільш недооцінених фільмів Вашингтона. 

## Синопсис
У міській в'язниці страчений за вироком суду небезпечний злочинець, маніяк — вбивця. З цього моменту в місті відбуваються одне за одним загадкові вбивства, при тому, судячи по тілах жертв, убивства ритуального характеру.

## Реліз
Фільм «Полеглі» вийшов у прокат у 2 448 кінотеатрах 16 січня 1998 року. Фільм посів третє місце в бокс-офісі та зібрав $10,4 мільйона за перший вікенд. У другий вікенд він зібрав 4,9 мільйона доларів. Після чотирьох тижнів прокату фільм зібрав 23,3 мільйона доларів у США та 981,200 доларів за кордоном, загалом 25,2 мільйона доларів.

## У ролях
- Дензел Вашингтон — детектив Джон Гоббс
- Джон Ґудмен — детектив Джонсі Джонс
- Дональд Сазерленд — лейтенант Стентон
- Ембет Девідц — детектив Лу
- Джеймс Гандольфіні — Ґретта Мілано
- Еліас Котеас — Едгар Різ